# Dänningelanda
Dänningelanda är en småort i Dänningelanda socken. Den ligger i Växjö kommun i Kronobergs län.